# Efraim ben Isaak
Efraim ben Isaak (* um 1110 in Regensburg; † um 1175 ebenda), auch bekannt als Efraim der Große von Regensburg, war ein Schriftgelehrter und Dichter des 12. Jahrhunderts.

## Werk
Efraim ben Isaak trat als liturgischer Dichter (Pajtan) hervor. Seine 32 erhaltenen Pijjutim (liturgischen Gedichte) gehören zum Besten, was die deutsche Dichterschule des Mittelalters hervorgebracht hat. Seine Pijjutim fanden Eingang in die Gebetbücher und wurden noch bis ins 18. Jahrhundert rezitiert. Efraim ben Isaaks Kommentare zu den Talmudtraktaten  Pirqe Avot und dem Seder Nesiqin gingen spätestens 1519 verloren, als im Zuge des Pogroms in Regensburg – das zugleich auch die 350-jährige Geschichte Regensburgs als bedeutendes jüdisches Zentrum gewaltsam beendete – die Talmudschule geplündert und die kostbaren Pergamente beschlagnahmt wurden.
Er war einer der ältesten Schüler des Rabbenu Tam, bei dem er als junger Mann studierte. Nach seiner Rückkehr aus Frankreich ließ er sich in Regensburg, wo er vermutlich auch geboren worden war, nieder und richtete dort gemeinsam mit Isak ben Mordechai und Moses ben Abraham ein rabbinisches Kollegium ein. Er verbrachte den größten Teil seines Lebens in Regensburg, wo auch sein Sohn Moses – ebenfalls ein bedeutender Schriftgelehrter – und sein Enkel Judah – ein Schüler von Eleazar von Worms – lebten.
Schüler von ihm waren:
- Efraim ben Jakob (1132–1200; Efraim aus Bonn)
- Menachem ben Jakob ben Salomo ben Menachem (auch: Menachem von Worms) (gestorben: 16. April 1203 in Worms).

## Werke
- Ephraim von Regensburg: Hymnen und Gebete (= Judaistische Texte und Studien. Bd. 10). Hrsg., ins Deutsche übersetzt und erläutert von Hans-Georg von Mutius. Olms, Hildesheim 1988, ISBN 3-487-09086-4.